# Michael Pinto-Duschinsky
Michael Pinto-Duschinsky (* 1943 in Munkacs) ist ein britischer Politikwissenschaftler und Hochschullehrer.

## Leben und Wirken
Der in Munkacs (früher zu Ungarn, dann zur Ukraine gehörig) geborene Michael Pinto-Duschinsky studierte Politikwissenschaft an der University of Oxford, wo er 1962 den Bachelor- und 1964 den Magistergrad erwarb. Außerdem erhielt er 1965 an der Cornell University einen Magistergrad. Seine Promotion zum Ph.D. erfolgte 1972 an der University of Oxford, wo er von 1967 bis 1994 als Hochschullehrer tätig war. Von 1973 bis 1976 hatte er eine Professur an der Boston University inne. Nach seiner Tätigkeit an der University of Oxford lehrte er an der Brunel University in London.
In seinen Veröffentlichungen beschäftigt sich Pinto-Duschinsky vor allem mit der Parteienfinanzierung und der Konservativen Partei Großbritanniens. Seine erste Veröffentlichung ist ein Buch über das politische Denken des britischen Politikers Lord Salisbury.
Sein Sohn David Pinto-Duschinsky (* 1974) ist Politiker der britischen Labour Party und gehört seit 2024 als Abgeordneter dem Unterhaus an.

## Veröffentlichungen (Auswahl)
- The political thought of Lord Salisbury 1854–68. Constable, London 1967.
- (mit Uwe Schleth): Why public subsidies have become the major source of party funds in Germany, but not in Great Britain. In: Arnold J. Heidenheimer (Hrsg.): Comparing political finance. The financing of party organizations and election campaigns. Heath, London 1970, S. 23–49.
- (mit David Butler): The British general election of 1970. Macmillan, London 1971, ISBN 0-333-12142-2.
- Central office and "power" in the Conservative Party. In: Political studies, Bd. 20 (1972), S. 1–16.

- British political finance 1830–1980 (= AEI studies, Bd. 330). American Enterprise Inst. for Public Policy Research, Washington, D.C. 1981, ISBN 0-8447-3451-9.
- (Mitautor): Howard Rae Penniman (Hrsg.): Britain at the polls, 1979 (= AEI studies, Bd. 296). American Enterprise Inst. for Public Policy Research, Washington, D.C. 1981, ISBN 0-8447-3406-3.

- Begin's war and the future of Judaism. In: Government & opposition, Bd. 18 (1983), S. 40–64.
- Die Konservative Partei Großbritanniens 1945–1980. In: Hans-Joachim Veen (Hrsg.): Christlich-demokratische und konservative Parteien in Westeuropa. Bd. 2. Schöningh, Paderborn 1983, S. 11–124.
- Stratification and policy in the British Conservative Party. In: American behavioral scientist, Bd. 17 (1983), S. 285–292.

- Trends in British political funding 1979–1983. In: Parliamentary affairs, Bd. 38 (1985), S. 328–347.

- Foreign political aid. Tthe German political foundations and their US counterparts. In: International affairs, Bd. 67 (1991), S. 33–63.
- Financing politics. A global view. In: Journal of politics, Bd. 13 (2002), S. 69–86.
- The "bad government" of "good government". Some problems of "civil society" organizations promoting good governance. In: Randhir B. Jain (Hrsg.): Governing development across cultures. Challenges and dilemmas of an emerging sub-discipline in political science. Budrich, Opladen 2007, S. 147–164, ISBN 3-86649-029-1.
- Der Kampf um Geschichte. Der Fall Alfred C. Toepfer und der Nationalsozialismus. In: Michael Fahlbusch/Ingo Haar (Hrsg.): Völkische Wissenschaften und Politikberatung im 20. Jahrhundert. Expertise und "Neuordnung" Europas. Schöningh, Paderborn 2010, S. 313–336, ISBN 3-506-77046-2.
- Bringing rights back home. Making human rights compatible with parliamentary democracy in the UK. Policy Exchange, London 2011, ISBN 978-1-906097-95-0.